# Чорна котяча акула широконоса
Чорна котяча акула широконоса (Apristurus investigatoris) — рід скатів родини Котячі акули.

## Опис
Загальна довжина досягає 24,2 см. Голова довга. Морда витягнута. Ніс короткий та доволі широкий. Звідси походить назва цієї акули. Очі маленькі, становлять 2,5% довжини усього тіла акули, з мигательною перетинкою. За ними розташовані невеличкі бризкальця. Надочний сенсорний канал переривчастий. Ніздрі широкі (ширина дорівнює відстані між ніздрями), розташовані під кутом одна до одної. Присутні носові клапани. Верхні губні борозни подовжені. Рот короткий, відносно великий, зігнутий. Зуби однакового розміру на обох щелепах: дрібні, з гострою центральною верхівкою та 2-3 невеликими боковими верхівками. У неї 5 пар дуже коротких зябрових щілин, довжина кожної з яких становить 50% довжини ока. Тулуб помірно стрункий. Шкіряна луска має хребтове узвишшя з зубчиками, на дотик шкура є шорсткою. Кількість витків спірального клапана шлунка становить 13-22. Грудні плавці великі. Має 2 маленькі спинні плавці, що розташовані ближче до хвоста. Задній спинний плавець трохи більший за передній. Анальний плавець дуже широкий, тягнеться від черевних плавців до хвостового, відносно високий. Його ширина майже у 4 рази більша за висоту. Хвостовий плавець вузький та довгий. Верхня лопать має виїмку. Нижня лопать не розвинена.
Забарвлення темно-коричневе.

## Спосіб життя
Тримається на глибині 1000–1040 м й більше. Доволі повільна та малорухлива акула. Полює на здобич біля дна, є бентофагом. Живиться дрібною рибою, глибоководними кальмарами та креветками.
Це яйцекладна акула. Самиця відкладає 1 яйце з вусиками з боків, за допомогою яких воно тримається за ґрунт.
Не є об'єктом промислового вилову.

## Розповсюдження
Мешкає в Андаманському морі на північному сході Індійського океану.